# Barra Grande (Talsperre)
Der 185 Meter hohe Barra-Grande-Staudamm [ˌbaːχɐ ˈɡɾãd͡ʒi] ist eine 2006 neu erbaute Talsperre mit einem Wasserkraftwerk in Brasilien. Sie steht am Rio Pelotas auf der Grenze zwischen den brasilianischen Bundesstaaten Santa Catarina und Rio Grande do Sul. Die nächsten Orte sind Anita Garibaldi (SC) und Pinhal da Serra (RS).
Im Juli 2005 wurde die Betriebsgenehmigung erteilt und das Staubecken wurde auch 2005 erstmals gefüllt. Für den 94 km² großen Stausee mussten 561 Familien umgesiedelt und 959 Familien entschädigt werden.
Die Stauanlage hat eine große Hochwasserentlastung mit sechs Öffnungen.
Die erste von drei Turbinen des Wasserkraftwerks ging im November 2005 in Betrieb, die zweite im Februar 2006 und die letzte im Mai 2006. Jede hat eine Nennleistung von 236 MW, zusammen 708 MW. Die elektrische Gesamtleistung beträgt 690 MW. Zum Betreiberkonsortium Barra Grande Energetica S/A (BAESA) gehört auch der US-amerikanische Aluminiumkonzern Alcoa.
Das Absperrbauwerk ist ein CFR-Damm, ein Steinschüttdamm mit einer Betonabdichtung auf der Wasserseite. Mit 185 Metern Höhe ist es die dritthöchste Talsperre Brasiliens und zur Eröffnung einer der größten CFR-Dämme der Erde.